# Вівсянка-крихітка

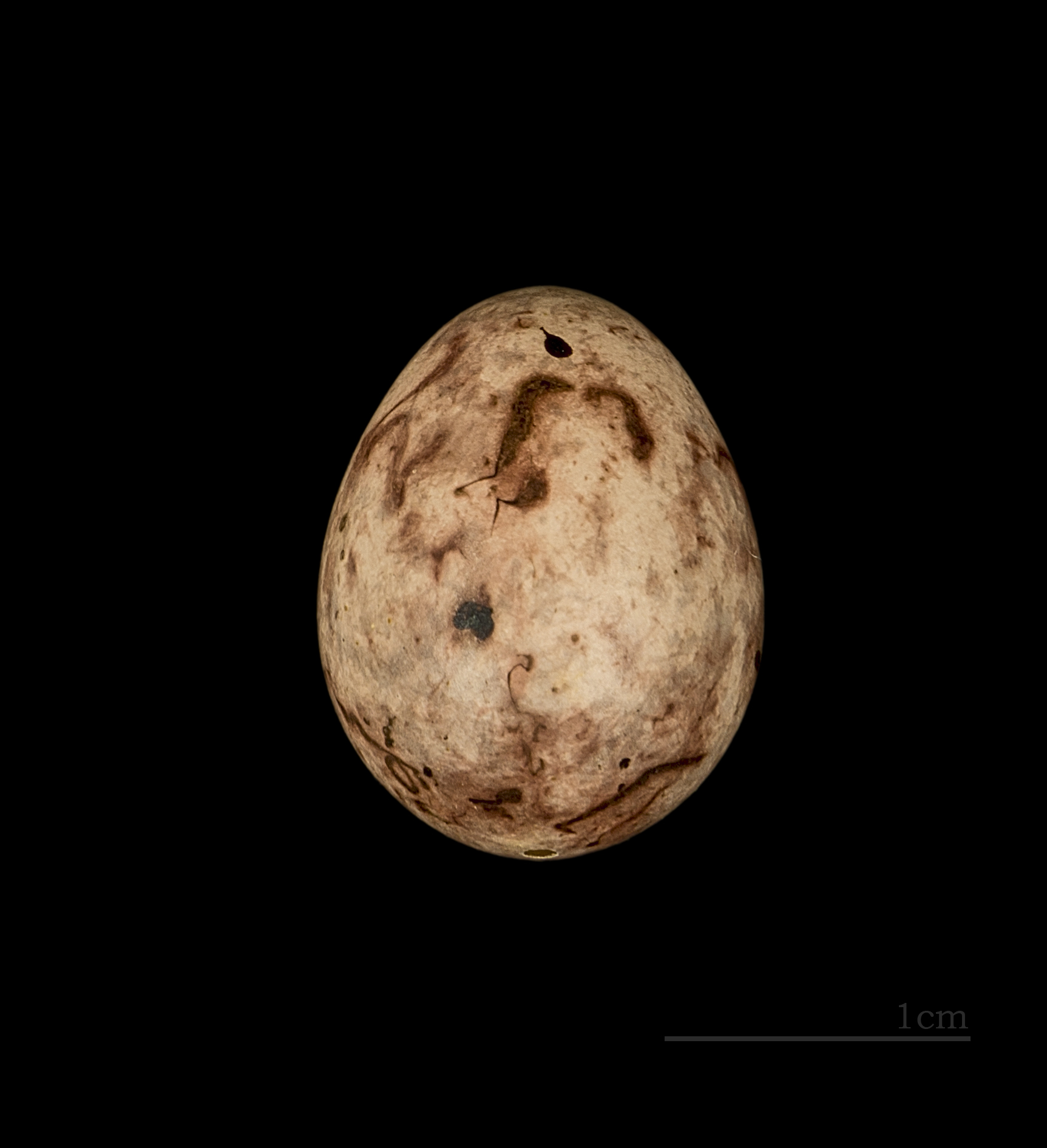
Яйце вівсянки-крихітки в оологічній колекції

Вівсянка-крихітка (Emberiza pusilla) — вид птахів родини вівсянок.

## Опис
Птах дрібних розмірів. Маса тіла 14-16 г, довжина тіла біля 14 см. У дорослого самця в шлюбному вбранні верх голови темно-бурий, з рудою поздовжньою смугою, яка проходить через тім'я; руді щоки окреслені темно-бурими ламаними смугами; горло руде, окреслене по боках темними смугами; спина, верх крил, поперек і надхвістя бурі, з темною строкатістю; на покривних перах крила вузька біла смужка; низ білий, з темними рисками на волі і боках тулуба; махові пера темно-бурі, зі світлою облямівкою; хвіст темно-бурий, на крайніх стернових перах біла барва; дзьоб темно-сірий; ноги жовтувато-бурі; у позашлюбному оперенні голова бурувата, без чітких темних смуг; горло білувате. У дорослої самки в шлюбному оперенні голова світліша, ніж у шлюбного дорослого самця; горло білувате; у позашлюбному оперенні схожа на позашлюбного дорослого самця. Молодий птах подібний до дорослого у позашлюбному оперенні. Найменша з вівсянок. Від вівсянки-ремеза відрізняється рудою поздовжньою смугою на тім'ї, рудими щоками, бурими попереком та надхвістям. Від дорослої самки і молодої очеретяної вівсянки — вузькими білими смугами на покривних перах крил, хоча у позашлюбному оперенні на відстані відрізнити у такому вбранні складно.
Пісня — коротке щебетання, поклик — різке «тсс».

## Поширення
Ареал — середня смуга (рідко) і північний захід Російської Федерації (в тому числі Ленінградська область), північ Сибіру до Далекого Сходу; Фінляндія.
В Україні рідкісний залітний птах, зареєстровано біля Києва, в Криму, а також у Волинській області.

## Живлення
Живиться комахами та їх личинками. Тим же кормом годує пташенят.

## У неволі
Птах має гарну пісню і добре адаптується в клітці, однак ловлять їх, як правило, випадково через прихований спосіб життя. У неволі птахів годують як комахами, так і рослинним кормом — насінням.